# Tour de France 2024/12. Etappe
Die 12. Etappe der Tour de France 2024 fand am 11. Juli 2024 statt. Sie führte die 111. Austragung des französischen Etappenrennens in die westliche Region Nouvelle-Aquitaine. Der Start erfolgte in Aurillac, ehe das Ziel nach 203,6 großteils flachen Kilometern in Villeneuve-sur-Lot erreicht wurde. Nach der Etappe hatten die Fahrer 2125,3 Kilometer absolviert, was 60,77 % der Gesamtdistanz entspricht.
Den Etappensieg sicherte sich der Eritreer Biniam Girmay (Intermarché-Wanty) im Massensprint vor Wout van Aert (Team Visma-Lease a Bike) und Pascal Ackermann (Israel-Premier Tech). Tadej Pogačar (UAE Team Emirates) verteidigte das Gelbe Trikot, während Primož Roglič (Red Bull–Bora–Hansgrohe) nach einem Sturz mehr als zwei Minuten verlor.

## Streckenverlauf
Der neutralisierte Start erfolgte in Aurillac auf der Avenue Gambetta beim Monument au Général Delzons. Vorbei am Square Arsène Vermenouze ging es in Richtung Südwesten, ehe die Fahrer auf die D217 abbogen und das Hippodrome d’Aurillac passierten. Nachdem der Flughafen Aurillac im Norden umfahren wurde, erreichten die Fahrer die Route de Toulouse, auf der das Rennen nach 6,6 Kilometern kurz nach der Ortschaft La Sablière freigegeben wurde.
Nach dem offiziellen Start führte die Strecke auf einem Hochplateau des Zentralmassivs über Sansac-de-Marmiesse, Le Rouget-Pers und Sousceyrac, ehe es bergab nach Saint-Céré ging. Im Anschluss begann die Straße zu steigen und führte auf die Côte d’Autoire (349 m), die nach 62,8 Kilometern erreicht wurde. Auf der Kuppe wurde eine Bergwertung der 4. Kategorie abgenommen. Auf der weiteren Fahrt Richtung Westen wurden Padirac und Alvignac durchfahren, ehe mit der Côte de Rocamadour (265 m) eine weitere Bergwertung der 4. Kategorie bei Kilometer 84,3 folgte. In Gourdon wurde nach 110 Kilometern der einzige Zwischensprint ausgefahren. Weiters führte die Strecke über Salviac und Cazals auf die Côte de Montcléra (286 m), die als letzte Bergwertung der 4. Kategorie 68,1 Kilometer vor dem Ziel erreicht wurde. Im Finale ging es von Frayssinet-le-Gélat nach Fumel ans Ufer des Lot, ehe Villeneuve-sur-Lot aus nördlicher Richtung über Monflanquin erreicht wurde. Im Finale überquerten die Fahrer den Lot über die Pont de la Libération, ehe der letzte Kreisverkehr 1100 Meter vor dem Ziel durchfahren wurde. Der Zielstrich befand sich auf der D911.
|                            | Ort                        | Kilometer | Länge (km) | Höhe (m) | Ø Steigung | max. Steigung |
| -------------------------- | -------------------------- | --------- | ---------- | -------- | ---------- | ------------- |
| neutralisierter Start      | Aurillac (Avenue Gambetta) | −6,6      |            |          |            |               |
| offizieller Start          | Ytrac (Route de Toulouse)  | 0,0       |            |          |            |               |
| Bergwertung (4. Kategorie) | Côte d’Autoire             | 62,8      | 2,7        | 349      | 5,9 %      |               |
| Bergwertung (4. Kategorie) | Côte de Rocamadour         | 84,3      | 2,0        | 265      | 5,8 %      |               |
| Zwischensprint             | Gourdon                    | 110,0     |            |          |            |               |
| Bergwertung (4. Kategorie) | Côte de Montcléra          | 135,5     | 2,0        | 286      | 4,6 %      |               |
| Ziel                       | Villeneuve-sur-Lot         | 203,6     |            |          |            |               |

## Rennverlauf
Michael Mørkøv (Astana Qazaqstan) ging aufgrund einer COVID-19-Erkrankung nicht an den Start der 12. Etappe. Nachdem das Rennen freigegeben worden war, kam es auf dem hügligen Terrain zu den ersten Angriffen. Nach rund zehn Kilometern wurde der niederländische Sprinter Fabio Jakobsen (dsm-firmenich PostNL) abgehängt, ehe er das Rennen wenig später aufgab. Nach rund 20 Kilometern setzte sich eine Fluchtgruppe mit den vier Fahrern Valentin Madouas, Quentin Pacher (beide Groupama-FDJ), Jonas Abrahamsen (Uno-X Mobility) und Anthony Turgis (TotalEnergies) vom Hauptfeld ab. Dahinter versuchten weitere Fahrer wie auch Guillaume Martin (Cofidis) die Lücke zu den Ausreißern zu schließen, ehe es zu einem Sturz im Peloton kam, in den auch der gesamtführende Tadej Pogačar (UAE Team Emirates) involviert war. Der Slowene wurde jedoch nur aufgehalten und ging selbst nicht zu Boden. Nun wurde das Tempo im Hauptfeld reduziert, um das Gelbe Trikot wieder aufschließen lassen, während die vier Ausreißer ihren Vorsprung rasch auf drei Minuten ausbauen konnten. Im Anschluss übernahm die Mannschaft Alpecin-Deceuninck die Tempoarbeit im Hauptfeld.
Im weiteren Rennverlauf setzte sich Jonas Abrahamsen bei allen drei Bergwertungen der 4. Kategorie durch. Beim Zwischensprint führte Anthony Turgis über die Punkteabnahme, ehe sich Biniam Girmay (Intermarché-Wanty) im Sprint des Hauptfelds vor Jasper Philipsen (Alpecin-Deceuninck) und Bryan Coquard (Cofidis) durchsetzte. Aufgrund des hohen Tempos gab der angeschlagene Pello Bilbao (Bahrain Victorious) die Rundfahrt auf. Mit Søren Kragh Andersen, Jonas Rickaert (beide Alpecin-Deceuninck) und Jewgeni Fedorow (Astana Qazaqstan) wurde zudem drei Fahrer frühzeitig abgehängt, die das Ziel nicht im vorgegebenen Zeitlimit erreichten. Da der Vorsprung der Ausreißer rund 70 Kilometer vor dem Ziel nur noch eine Minute betrug, ließ sich Anthony Turgis bereits kurz nach der Côte de Montcléra einholen. Die übrigen Fahrer der Spitzengruppe wurden 42 Kilometer vor dem Ziel gestellt.
Rund 12 Kilometer vor dem Ziel verursachte der Kasache Alexei Luzenko (Astana Qazaqstan) einen Massensturz im Peloton, als er über eine Straßentrennung stürzte und von der rechten auf die linke Seite der Straße fiel. Während die ersten Fahrer ausweichen konnten, kollidierte Primož Roglič (Red Bull–Bora–Hansgrohe) zunächst mit seinem Vordermann, ehe er bei hoher Geschwindigkeit zu Sturz kam. Der Slowene konnte das Rennen zwar fortsetzen, erreichte den Zielstrich jedoch mit einem Rückstand von zwei Minuten und 27 Sekunden, da er gemeinsam mit seinen Teamkollegen den Kontakt zum Hauptfeld nicht mehr herstellen konnte. Im Zielsprint setzte sich der Eritreer Biniam Girmay durch, der seinen dritten Sieg bei der 111. Austragung feierte. Dahinter folgten Wout van Aert (Visma-Lease a Bike) und Arnaud Démare (Arkéa-B&B Hotels), wobei Letzterer im Nachhinein zurückversetzt wurde.
Tadej Pogačar verteidigte das Gelbe Trikot und lag weiterhin eine Minute und sechs Sekunden vor Remco Evenepoel (Soudal Quick-Step), der nach wie vor die Nachwuchswertung anführte. Der Vorjahressieger Jonas Vingegaard (Visma-Lease a Bike) wies als Gesamtdritter einen Rückstand von einer Minute und 14 Sekunden auf. Primož Roglič rutschte hinter João Almeida (UAE Team Emirates) und Carlos Rodríguez (Ineos Grenadiers) auf den sechsten Gesamtrang ab und lag nun bereits vier Minuten und 42 Sekunden hinter dem Gesamtführenden. Mit seinem dritten Etappensieg baute Biniam Girmay seinen Vorsprung in der Punktewertung auf 107 Punkte aus. Tadej Pogačar führte weiterhin die Bergwertung an, wobei er nun punktgleich mit Jonas Abrahamsen an der Spitze der Sonderwertung lag. Da der Slowene jedoch die höhere Kategorie gewonnen hatte, galt er weiterhin als Führender. In der Mannschaftswertung lag weiterhin das UAE Team Emirates an der ersten Position. Der Franzose Quentin Pacher wurde zum kämpferischsten Fahrer gewählt. Von den 167 gestarteten Fahrern erreichten 165 das Ziel, wobei die oben erwähnten drei Fahrer das Zeitlimit verpassten und aus dem Rennen genommen wurden. Somit verblieben nur noch 162 Fahrer im Rennen.

## Ergebnis
| \| Etappenergebnis \| Etappenergebnis \| Etappenergebnis \| Etappenergebnis \| Etappenergebnis \| \| Fahrer \| Fahrer \| Land \| Team \| Zeit \| \| --------------- \| ------------------ \| --------------- \| -------------------------- \| --------------- \| \| 1. \| Biniam Girmay \| Eritrea \| Intermarché-Wanty \| 4 h 17 min 15 s \| \| 2. \| Wout van Aert \| Belgien \| Team Visma \\| Lease a Bike \| + 0 s \| \| 3. \| Pascal Ackermann \| Deutschland \| Israel-Premier Tech \| + 0 s \| \| 4. \| Jasper Philipsen \| Belgien \| Alpecin-Deceuninck \| + 0 s \| \| 5. \| Arnaud De Lie \| Belgien \| Lotto Dstny \| + 0 s \| \| 6. \| Alexander Kristoff \| Norwegen \| Uno-X Mobility \| + 0 s \| \| 7. \| Phil Bauhaus \| Deutschland \| Bahrain Victorious \| + 0 s \| \| 8. \| Bryan Coquard \| Frankreich \| Cofidis \| + 0 s \| \| 9. \| Dylan Groenewegen \| Niederlande \| Team Jayco AlUla \| + 0 s \| \| 10. \| Ryan Gibbons \| Südarfika \| Lidl-Trek \| + 0 s \| |                    |             |                            |                 |
| |                    |             |                            |                 |
| Quellen: ProCyclingStats Cycling Quotient |                    |             |                            |                 |
| Etappenergebnis |                    |             |                            |                 |
| Fahrer | Fahrer             | Land        | Team                       | Zeit            |
| 1. | Biniam Girmay      | Eritrea     | Intermarché-Wanty          | 4 h 17 min 15 s |
| 2. | Wout van Aert      | Belgien     | Team Visma \| Lease a Bike | + 0 s           |
| 3. | Pascal Ackermann   | Deutschland | Israel-Premier Tech        | + 0 s           |
| 4. | Jasper Philipsen   | Belgien     | Alpecin-Deceuninck         | + 0 s           |
| 5. | Arnaud De Lie      | Belgien     | Lotto Dstny                | + 0 s           |
| 6. | Alexander Kristoff | Norwegen    | Uno-X Mobility             | + 0 s           |
| 7. | Phil Bauhaus       | Deutschland | Bahrain Victorious         | + 0 s           |
| 8. | Bryan Coquard      | Frankreich  | Cofidis                    | + 0 s           |
| 9. | Dylan Groenewegen  | Niederlande | Team Jayco AlUla           | + 0 s           |
| 10. | Ryan Gibbons       | Südarfika   | Lidl-Trek                  | + 0 s           |

## Gesamtstände
| \| Gesamtwertung \| Gesamtwertung \| Gesamtwertung \| Gesamtwertung \| Gesamtwertung \| \| Fahrer \| Fahrer \| Land \| Team \| Zeit \| \| ------------- \| ---------------- \| ---------------------- \| -------------------------- \| ---------------- \| \| 1. \| Tadej Pogačar \| Slowenien \| UAE Team Emirates \| 49 h 17 min 49 s \| \| 2. \| Remco Evenepoel \| Belgien \| Soudal Quick-Step \| + 1 min 06 s \| \| 3. \| Jonas Vingegaard \| Dänemark \| Team Visma \\| Lease a Bike \| + 1 min 14 s \| \| 4. \| João Almeida \| Portugal \| UAE Team Emirates \| + 4 min 20 s \| \| 5. \| Carlos Rodríguez \| Spanien \| Ineos Grenadiers \| + 4 min 40 s \| \| 6. \| Primož Roglič \| Slowenien \| Red Bull-Bora-Hansgrohe \| + 4 min 42 s \| \| 7. \| Mikel Landa \| Spanien \| Soudal Quick-Step \| + 5 min 38 s \| \| 8. \| Adam Yates \| Vereinigtes Königreich \| UAE Team Emirates \| + 6 min 59 s \| \| 9. \| Juan Ayuso \| Spanien \| UAE Team Emirates \| + 7 min 09 s \| \| 10. \| Giulio Ciccone \| Italien \| Lidl-Trek \| + 7 min 36 s \| |                  |                        |                            |                  |
| |                  |                        |                            |                  |
| Quellen: ProCyclingStats Cycling Quotient |                  |                        |                            |                  |
| Gesamtwertung |                  |                        |                            |                  |
| Fahrer | Fahrer           | Land                   | Team                       | Zeit             |
| 1. | Tadej Pogačar    | Slowenien              | UAE Team Emirates          | 49 h 17 min 49 s |
| 2. | Remco Evenepoel  | Belgien                | Soudal Quick-Step          | + 1 min 06 s     |
| 3. | Jonas Vingegaard | Dänemark               | Team Visma \| Lease a Bike | + 1 min 14 s     |
| 4. | João Almeida     | Portugal               | UAE Team Emirates          | + 4 min 20 s     |
| 5. | Carlos Rodríguez | Spanien                | Ineos Grenadiers           | + 4 min 40 s     |
| 6. | Primož Roglič    | Slowenien              | Red Bull-Bora-Hansgrohe    | + 4 min 42 s     |
| 7. | Mikel Landa      | Spanien                | Soudal Quick-Step          | + 5 min 38 s     |
| 8. | Adam Yates       | Vereinigtes Königreich | UAE Team Emirates          | + 6 min 59 s     |
| 9. | Juan Ayuso       | Spanien                | UAE Team Emirates          | + 7 min 09 s     |
| 10. | Giulio Ciccone   | Italien                | Lidl-Trek                  | + 7 min 36 s     |

| Punktewertung | Punktewertung     | Punktewertung | Punktewertung              | Punktewertung |
| Fahrer        | Fahrer            | Land          | Team                       | Punkte        |
| ------------- | ----------------- | ------------- | -------------------------- | ------------- |
| 1.            | Biniam Girmay     | Eritrea       | Intermarché-Wanty          | 328 P.        |
| 2.            | Jasper Philipsen  | Belgien       | Alpecin-Deceuninck         | 221 P.        |
| 3.            | Anthony Turgis    | Frankreich    | TotalEnergies              | 141 P.        |
| 4.            | Jonas Abrahamsen  | Norwegen      | Uno-X Mobility             | 124 P.        |
| 5.            | Bryan Coquard     | Frankreich    | Cofidis                    | 117 P.        |
| 6.            | Arnaud De Lie     | Belgien       | Lotto Dstny                | 114 P.        |
| 7.            | Fernando Gaviria  | Kolumbien     | Movistar Team              | 100 P.        |
| 8.            | Tadej Pogačar     | Slowenien     | UAE Team Emirates          | 88 P.         |
| 9.            | Dylan Groenewegen | Niederlande   | Team Jayco AlUla           | 87 P.         |
| 10.           | Wout van Aert     | Belgien       | Team Visma \| Lease a Bike | 84 P.         |

| Bergwertung | Bergwertung         | Bergwertung            | Bergwertung                | Bergwertung |
| Fahrer      | Fahrer              | Land                   | Team                       | Punkte      |
| ----------- | ------------------- | ---------------------- | -------------------------- | ----------- |
| 1.          | Tadej Pogačar       | Slowenien              | UAE Team Emirates          | 36 P.       |
| 2.          | Jonas Abrahamsen    | Norwegen               | Uno-X Mobility             | 36 P.       |
| 3.          | Jonas Vingegaard    | Dänemark               | Team Visma \| Lease a Bike | 28 P.       |
| 4.          | Remco Evenepoel     | Belgien                | Soudal Quick-Step          | 18 P.       |
| 5.          | Valentin Madouas    | Frankreich             | Groupama-FDJ               | 16 P.       |
| 6.          | Carlos Rodríguez    | Spanien                | Ineos Grenadiers           | 12 P.       |
| 7.          | Stephen Williams    | Vereinigtes Königreich | Israel-Premier Tech        | 10 P.       |
| 8.          | Frank van den Broek | Niederlande            | Team dsm-firmenich PostNL  | 9 P.        |
| 9.          | Primož Roglič       | Slowenien              | Red Bull-Bora-Hansgrohe    | 9 P.        |
| 10.         | Juan Ayuso          | Spanien                | UAE Team Emirates          | 8 P.        |

| Nachwuchswertung | Nachwuchswertung  | Nachwuchswertung       | Nachwuchswertung           | Nachwuchswertung |
| Fahrer           | Fahrer            | Land                   | Team                       | Zeit             |
| ---------------- | ----------------- | ---------------------- | -------------------------- | ---------------- |
| 1.               | Remco Evenepoel   | Belgien                | Soudal Quick-Step          | 49 h 18 min 55 s |
| 2.               | Carlos Rodríguez  | Spanien                | Ineos Grenadiers           | + 3 min 34 s     |
| 3.               | Juan Ayuso        | Spanien                | UAE Team Emirates          | + 6 min 03 s     |
| 4.               | Matteo Jorgenson  | Vereinigte Staaten     | Team Visma \| Lease a Bike | + 7 min 50 s     |
| 5.               | Santiago Buitrago | Kolumbien              | Bahrain Victorious         | + 8 min 35 s     |
| 6.               | Ben Healy         | Irland                 | EF Education-EasyPost      | + 11 min 02 s    |
| 7.               | Javier Romo       | Spanien                | Movistar Team              | + 14 min 35 s    |
| 8.               | Ilan Van Wilder   | Belgien                | Soudal Quick-Step          | + 32 min 10 s    |
| 9.               | Oscar Onley       | Vereinigtes Königreich | Team dsm-firmenich PostNL  | + 53 min 23 s    |
| 10.              | Thomas Pidcock    | Vereinigtes Königreich | Ineos Grenadiers           | + 53 min 34 s    |

| Mannschaftswertung | Mannschaftswertung         | Mannschaftswertung           | Mannschaftswertung |
| Team               | Team                       | Land                         | Zeit               |
| ------------------ | -------------------------- | ---------------------------- | ------------------ |
| 1.                 | UAE Team Emirates          | Vereinigte Arabische Emirate | 148 h 02 min 42 s  |
| 2.                 | Soudal Quick-Step          | Belgien                      | + 21 min 03 s      |
| 3.                 | Ineos Grenadiers           | Vereinigtes Königreich       | + 22 min 22 s      |
| 4.                 | Team Visma \| Lease a Bike | Niederlande                  | + 24 min 14 s      |
| 5.                 | Red Bull-Bora-Hansgrohe    | Deutschland                  | + 39 min 16 s      |
| 6.                 | Bahrain Victorious         | Bahrain                      | + 43 min 55 s      |
| 7.                 | Movistar Team              | Spanien                      | + 47 min 03 s      |
| 8.                 | Lidl-Trek                  | Vereinigte Staaten           | + 54 min 39 s      |
| 9.                 | EF Education-EasyPost      | Vereinigte Staaten           | + 1 h 06 min 37 s  |
| 10.                | Decathlon-AG2R La Mondiale | Frankreich                   | + 1 h 22 min 29 s  |

## Ausgeschiedene Fahrer
- Michael Mørkøv (Astana Qazaqstan Team) ging nach einem positiven COVID-19-Test nicht an den Start
- Fabio Jakobsen (Team dsm-firmenich PostNL) gab das Rennen wegen Erschöpfung auf
- Pello Bilbao (Bahrain Victorious) gab das Rennen krankheitsbedingt auf
- Jonas Rickaert (Alpecin-Deceuninck) erreichte das Ziel außerhalb des Zeitlimits
- Søren Kragh Andersen (Alpecin-Deceuninck) erreichte das Ziel außerhalb des Zeitlimits
- Jewgeni Fedorow (Astana Qazaqstan Team) erreichte das Ziel außerhalb des Zeitlimits[4]

## Trivia
In der Nacht vor der 12. Etappe wurden der französischen TotalEnergies-Mannschaft elf Fahrräder gestohlen. Der Schaden belief sich auf 154.000 Euro.